# Herbert William Pugsley
Herbert William Pugsley (* 24. Januar 1868 in Bristol; † 18. November 1947 in Wimbledon) war ein englischer Botaniker und Pflanzensammler. Sein offizielles botanisches Autorenkürzel lautet „Pugsley“.

## Leben und Wirken
Er sammelte in Deutschland, Frankreich, Spanien, Italien und Österreich. In seinen botanischen Arbeiten trug er unter anderem Erstbeschreibungen zur Gattung der Narzissen (Narcissus) bei.

## Werke
- A revision of the British Euphrasiae, 1930, J. Linn. Soc. Lond. Bot. 48: 467–544
- A monograph of Narcissus subgenus Ajax, 1933, J. Roy. Hort. Soc. 58: 17–93
- Notes on Narcissi, 1939, J. Bot. 77: 333–337
- New species of Hieracium in Britain, 1941, J. Bot. 79
- List of British species of Hieracium, 1946, J. Ecol. 33 n. 2
- A prodromus of the British Hieracia, 1948, Bot. J. Linn. Soc. 54: 1–356.